# トゥバク
座標: 北緯31度37分32秒 西経111度3分7秒 / 北緯31.62556度 西経111.05194度

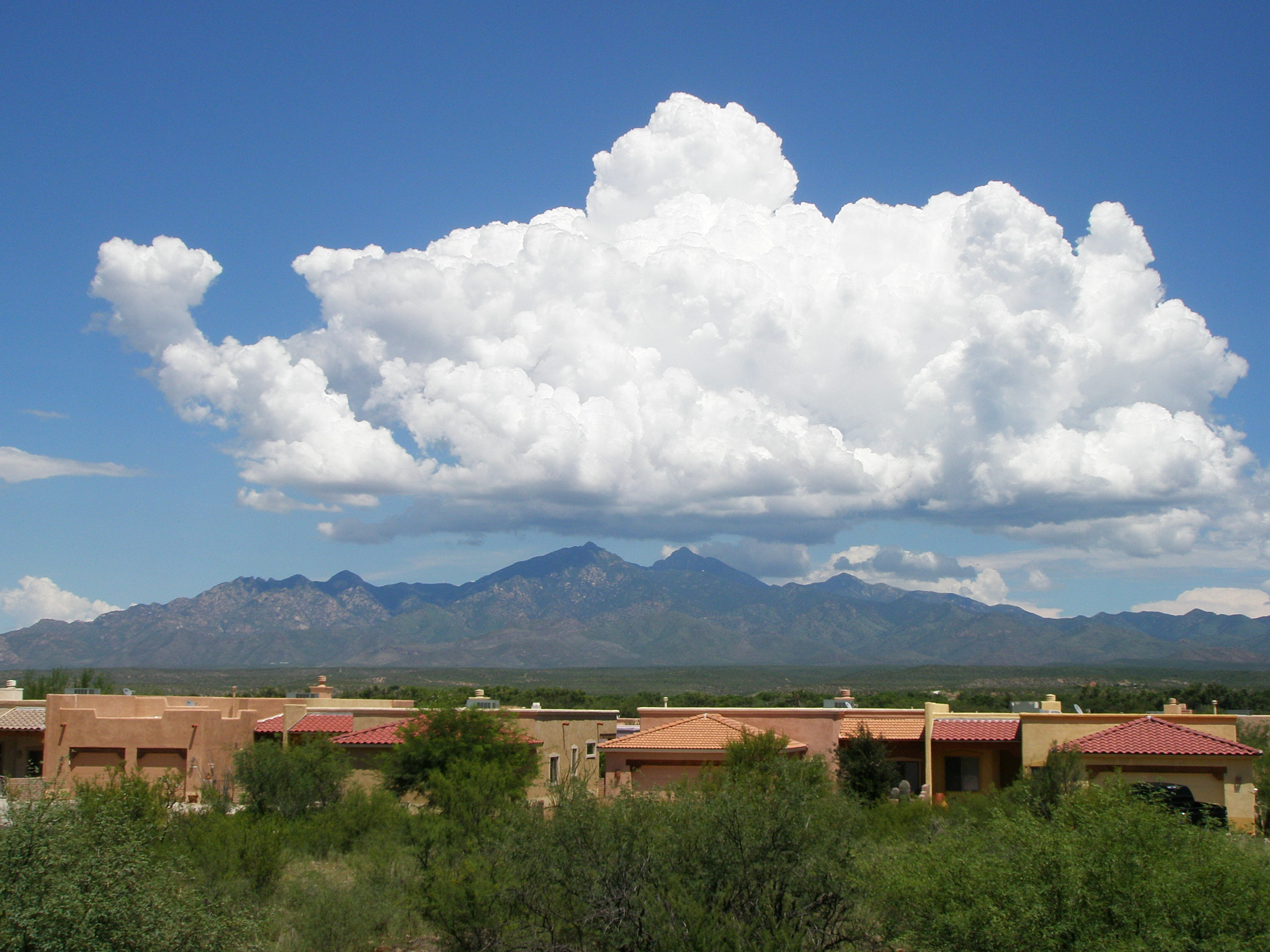
トゥバク

トゥバク（Tubac）は、アメリカ合衆国アリゾナ州のサンタクルス郡にある国勢調査指定地域（CDP）である。人口は1,406人（2024年推計）。
オオダム語（O'odham language）の"s-cuk baʼa"（黒い水）、もしくは"cu wa"（低い土地）がスペイン語に転訛して名前となった。それぞれトゥバクがサンタクルス川（Santa Cruz River）沿いに位置することを表している。
トゥバクはもともとアリゾナのスペイン領地の駐屯地であった。18世紀のオオダム蜂起の間に人口が減った。19世紀の間、地域は農家と牧場主で再び人口が増えたが、トゥバクの町は今日芸術家の集う「芸術村」として知られている。

## 地理

サンタクルス郡内の位置

トゥバク は北緯31度37分32秒 西経111度3分7秒 / 北緯31.62556度 西経111.05194度 (31.625462, -111.051921)に位置している。アメリカ合衆国国勢調査局によると、CDPの総面積は21.2 km² (8.2 mi²)で、すべて陸地である。アメリカ＝メキシコ国境に近い。

## 歴史
スペイン軍の要塞（presidio）として1752年に創設され、現在のアリゾナの最初のスペイン領地の駐屯地となった。トゥバクはメキシコからカリフォルニアのスペイン人入植地をつなぐカミノ・レアル（El Camino Real, 王の道）の宿場のひとつであった。

## 人口動勢

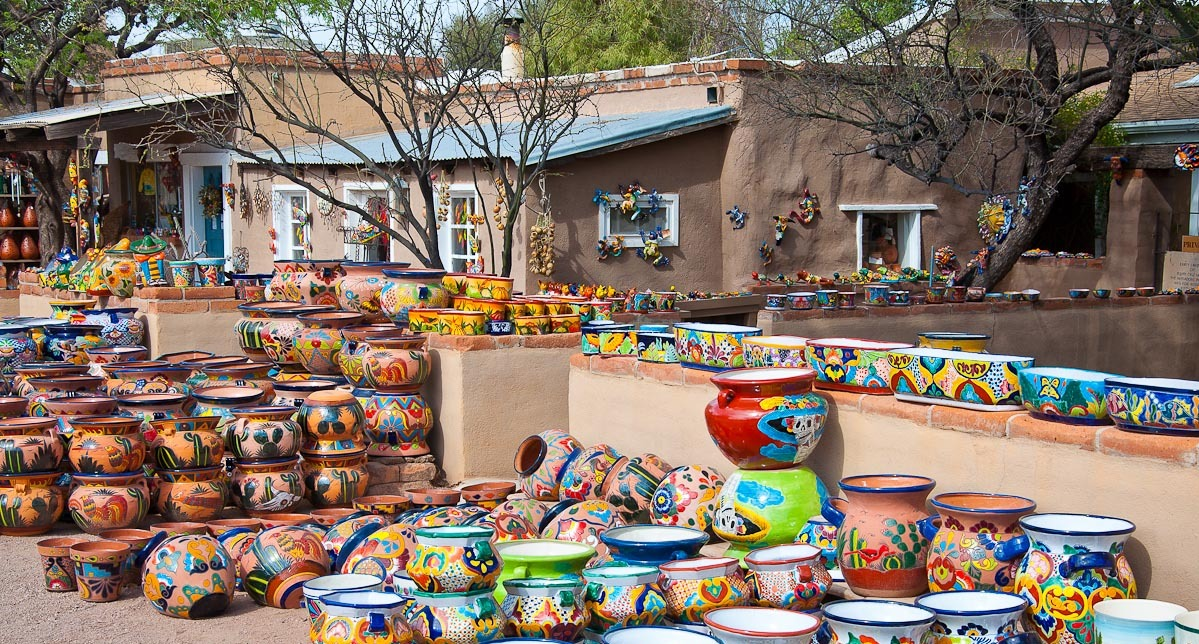
トゥバクの陶器店

以下は2000年の国勢調査における人口統計データである。
- 人口: 949人
- 世帯: 481世帯
- 家族数: 303家族
- 人口密度: 44.8/km² (115.9/mi²)
- 住居密度: 26.9/km² (69.5/mi²）

人種別人口構成
- 白人: 88.72%
- ネイティブ・アメリカン: 1.16%
- アジア人: 0.42%
- その他の人種: 8.96%
- 混血: 0.74%
- ヒスパニック・ラテン系: 18.23%

世帯と家族（対世帯数）
- 18歳未満の子供がいる: 12.5%
- 結婚・同居している夫婦: 59.3%
- 未婚・離婚・死別女性が世帯主: 2.9%
- 非家族世帯: 36.8%
- 単身世帯: 32.6%
- 65歳以上の老人1人暮らし: 21.0%
- 平均構成人数
  - 世帯: 1.97人
  - 家族: 2.45人

- 18歳未満: 12.3%
- 18-24歳: 2.5%
- 25-44歳: 12.1%
- 45-64歳: 37.8%
- 65歳以上: 35.2%
- 年齢の中央値: 58歳
- 性比（女性100人あたりの男性の人口）
  - 総人口: 92.5人
  - 18歳以上: 89.5人

収入と家計
- 収入の中央値
  - 世帯: 39,444米ドル
  - 家族: 59,375米ドル
  - 性別
    - 男性: 36,528米ドル
    - 女性: 30,268米ドル
- 人口1人あたり収入: 46,643米ドル
- 貧困線以下
  - 対家族数: 2.1%
  - 対人口: 6.6%
  - 18歳未満: 0%
  - 65歳以上: 7.9%

## 脚註
1. ↑  “World Population Review.com”. 2024年11月21日閲覧。
2. ↑  Tubac Chamber of Commerce
3. ↑   US Gazetteer files: 2010, 2000, and 1990, United States Census Bureau, (2011-02-12) 2011年4月23日閲覧。
4. ↑   American FactFinder, United States Census Bureau 2008年1月31日閲覧。